# Dala (Nigeria)
Dala è una città della Repubblica Federale della Nigeria appartenente allo Stato di Kano. È il capoluogo dell'omonima area a governo locale (local government area) che si estende su una superficie di 19 km² e conta una popolazione di 418.777 abitanti.